# Balfrin
De Balfrin is een berg met een hoogte van 3795,7 meter in het Zwitserse Kanton Wallis. Het is de eerste beduidende berg in de Mischabelgroep en ligt tussen de dorpen Saas-Fee en Grächen. Een wandelroute tussen deze twee dorpen, die vernoemd is naar de berg en Höhenweg Balfrin genoemd wordt, verloopt vrijwel geheel boven de boomgrens.
De eerste gedocumenteerde beklimming werd gedaan door Robert Spence Watson, mrs. Robert Spence Watson, Franz Andenmatten, Josef-Marie Claret en de priester van Saas, J. J. Imseng op 6 juli 1863 via de zuidgraat. Er zijn een aantal routes die naar de top gaan. De eenvoudigste is die via de zuidgraat (WS) en de Riedpas, of vanuit de Bordierhütte via zuidwestgraat (WS). Lastiger is de route via de Gross Bigerhorn (L).